# Anna van Hensbeek
Anna van Hensbeek (Gouda, gedoopt 6 mei 1750 - begraven Gouda, 3 november 1808) was een vroedvrouw, die geweigerd zou hebben om zich voor het karretje van het stadsbestuur te laten spannen.

## Leven en werk
Van Hensbeek werd op 6 mei 1750 te Gouda gedoopt. Op 26 oktober 1777 trad zij in Bodegraven in het huwelijk met de weduwnaar Maarten van der Piek. Uit dit huwelijk werden twee kinderen geboren. In 1788 vestigde het gezin zich in Gouda. Van Hensbeek, die al in haar vorige woonplaats als vroedvrouw werkzaam was, wilde dit beroep ook in Gouda uitoefenen. Pas in 1794 kreeg zij hiervoor toestemming van het stadsbestuur. Zij werd stadsvroedvrouw en kreeg het vierde kwartier van Gouda toegewezen als haar werkgebied. Zij ontwikkelde zich tot een uiterst bekwame vroedvrouw, die een grote reputatie genoot onder kraamvrouwen in Gouda.
Anna van Hensbeek kwam echter in conflict met het stadsbestuur, omdat zij weigerde tijdens de bevalling van ongehuwde moeders de vraag naar het vaderschap te stellen. Vroedvrouwen waren verplicht deze vraag te stellen, omdat anders de kosten van het kind ten laste van de stad zouden komen. Deze handelwijze was in de hele Republiek gebruikelijk in die tijd. Het stadsbestuur trok in 1796 haar vergunning voor het uitoefenen van haar vak binnen de stad Gouda in. Anna zette haar werkzaamheden echter voort, nu buiten de stad (zij woonde zelf aan de Kattensingel net buiten de stadsmuren). Veel kraamvrouwen uit de hele stad (niet alleen uit het oorspronkelijk aan haar toegewezen deel) 'logeerden' tijdens hun bevalling buiten de stad om toch maar door Anna van Hensbeek geholpen te kunnen worden. Na het protest van haar collega vroedvrouwen (die zich door haar populariteit benadeeld voelden) kreeg zij gratie van het stadsbestuur en werd zij opnieuw benoemd tot vroedvrouw van het vierde kwartier. Anna bleef echter weigeren om medewerking te verlenen aan de eis van het stadbestuur om niet eerder hulp te verlenen aan ongehuwde kraamvrouwen dan nadat die onder ede verklaard hadden wie de vader van hun kind was.
Haar integriteit kwam haar duur te staan. In 1798 verloor zij definitief haar door de stad verleende bevoegdheid. Zij moest daarna rondkomen van een karig legaat verkregen na het overlijden van haar broer ds. Dirk van Hensbeek. Op 3 november 1808 werd zij in Gouda begraven.
Haar uithangbord - met de uitdrukkelijke mededeling dat zij als vroedvrouw fungeerde voor kraamvrouwen van "buyte" - behoort tot de collectie van het Museum Gouda.

## Kritiek
In een drietal artikelen corrigeert Jean-Philippe van der Zwaluw het nogal heroïsche beeld, dat in de loop der tijd van Anna van Hensbeek is geschilderd. Na uitgebreid archiefonderzoek toont hij aan dat Van Hensbeek nooit stadsvroedvrouw is geweest, maar slechts "geadmitteerd vroedvrouw". Zij zou, aldus Van der Zwaluw, ook niet principieel geweigerd hebben de vraag naar het vaderschap te stellen. Zij werd geschorst omdat ze loog over de gang van zaken en weigerde de haar opgelegde boete te betalen. Tijdens haar schorsing zou zij ook niet buiten de stad haar werkzaamheden hebben voortgezet. Uit de Goudse archieven blijkt niet dat er in die periode kinderen geboren zijn, waarvan de naam van de vader niet bekend was, op één enkel geval na, waarbij de stadsvroedvrouw Antje Nagel betrokken was. Toen Van Hensbeek na de hervatting van haar werkzaamheden in 1798 nogmaals in de fout ging, werd haar bevoegdheid ingetrokken, niet vanwege de weigering om de vaderschapsvraag te stellen, maar ook nu weer vanwege haar weigering om de opgelegde boete te betalen en het beledigen van de vroedmeester. Van der Zwaluw concludeert: "Anna van Hensbeek in de literatuur zo vaak aangehaalde 'finest hour' moet van A tot Z als pure fictie worden beschouwd".